# Emmiltis minutaria
Emmiltis minutaria är en fjärilsart som beskrevs av Fabricius 1781. Emmiltis minutaria ingår i släktet Emmiltis och familjen mätare. Inga underarter finns listade i Catalogue of Life.